# Christina Ann Zalamea
Christina Ann Zalamea (* 1986 in Werdohl)  ist eine deutsche Schauspielerin, Hörspielsprecherin, Hörbuchsprecherin und Synchronsprecherin, sowie Fernseh- und Webvideoproduzentin, die vor allem durch ihren YouTube-Kanal "Hello Chrissy" bekannt ist.

## Leben und Karriere
Christina Ann Zalamea wurde 1986 in Werdohl im Märkischen Kreis geboren, wo sie aufwuchs und nach der Schule eine Ausbildung zur Rechtsanwalts- und Notarfachangestellten absolvierte. Im Jahr 2009 startete Christina Ann Zalamea ihren Youtube-Kanal Hello Chrissy, der im Mai 2021 rund 250.000 Abonnenten hatte. Sie schloss eine Weiterbildung an der Deutschen POP (Campus Köln) mit einem Diplom als Synchronsprecher (Dubbing Artist) ab und ist seit 2014 als Synchronsprecherin aktiv.
Von 2016 bis 2018 war sie als Produzentin, Autorin, Casterin, Kamerafrau sowie als Kostüm- und Maskenbildnerin für die Funk-Serie Wishlist tätig, wofür sie zusammen mit den beiden Autoren und Produzenten Marc Schießer und Marcel Becker-Neu im Jahr 2017 mit dem Grimme-Preis (Kategorie Kinder & Jugend) ausgezeichnet wurde.
Christina Ann Zalamea lebt in Köln.

## Synchron-Hörbuch- und Hörspielrollen (Auswahl)

### Filme
- Katie Lowes (als 'Abigail') in Baymax – Riesiges Robowabohu (2014)
- Jelena Gavrilović (als Elyse) in Everly – Die Waffen einer Frau (2014)
- Stephanie Bennett (als Schneewittchen) in Descendants – Die Nachkommen (2015)
- Melissa Sturm (als 'Joggerin #1') in Hotel Transsilvanien 2 (2015)
- Candace Blanchard (als Cathy Jeffcoat) in Masterminds (2015)
- Kate McKinnon (als 'Stella') in Angry Birds: Der Film (2016)
- Kelly Marie Tran (als 'Raya') in Raya und der letzte Drache (2021)
- Regina Lei (als 'Kat') in The Sadness (2021)
- Cintya Dharmayanti (als 'Losi') in Ticket ins Paradies (2022)
- Chloë Grace Moretz (als 'Nimona') in Nimona (2023)

### Serien
- Presilah Nunez (als Detective Pineda) in Designated Survivor (2016–2019)[7]

### Hörspiele & Hörbücher
- 2016: Sophia Bierend, Lucas Flasch, Seraina Nyikos, Johannes Rothe: Wishlist. Hörspielfassung der Mystery-Web-Serie (10 Folgen der 1. Staffel) (Wish) – Regie: Benjamin Quabeck (Hörspielbearbeitung – Radio Bremen)
- 2017: Charlotte Schulze, Christine Reißing: Stalking me, stalking you – eine Liebe in Zeiten von Big Data (Anna) – Regie: Nicht angegeben (Original-Hörspiel, Interview – MDR)
- 2017: Liu Cixin: Die drei Sonnen (3. und 5. Teil der sechsteiligen Fassung) (Computerstimme) – Bearbeitung und Regie: Martin Zylka (Hörspielbearbeitung – WDR/NDR)
- 2017: Dorian Hunter (Folge 33: Kirkwall Paradise) (Lydia) – Regie: Dennis Ehrhardt
- 2018: Liu Cixin: Die drei Sonnen (5. bis 8. Teil der 12-teiligen Fassung) (Computerstimme) – Bearbeitung und Regie: Martin Zylka (Hörspielbearbeitung – WDR/NDR)
- 2021: Raya und der letzte Drache: Raya und der letzte Drache (Original-Hörspiel. Mit Originalstimmen), Kiddinx Verlag & BookBeat
- 2022: Balthasar von Weymarn: Und auf Erden Stille (Hörspielserie, 2. Staffel) -- Regie: Balthasar v. Weymarn, Folgenreich
- 2023: Heather G. Harris: Glimmer – Die Verschollene, Random House Audio & Audible, ISBN 978-3-8371-6648-4 (Hörbuch-Download, Glimmer-Reihe Band 1)

## Auszeichnungen
- 2017: Grimme-Preis, Kategorie Kinder und Jugend für "Wishlist" (Drehbuch)[2]